# Marionina graefei
Marionina graefei is een ringworm uit de familie van de Enchytraeidae. De wetenschappelijke naam van de soort is voor het eerst geldig gepubliceerd in 1983 door Kossmagk-Stephan.